# قانون اساسی اسلواکی
قانون اساسی اسلواکی با نام رسمی قانون اساسی جمهوری اسلواکی (بهاسلواکی: Ústava Slovenskej republiky) قانون اساسی کنونی اسلواکی است. این قانون در ۱ سپتامبر ۱۹۹۲ توسط شورای ملی اسلواکیایی تصویب و در ۳ سپتامبر ۱۹۹۲ در سالن شوالیه‌های قلعه براتیسلاوا امضا شد. این قانون از ۱ اوت ۱۹۹۲ اجرایی شد.
۱ سپتامبر روز تصویب قانون اساسی در اسلواکی اکنون با نام روز قانون اساسی شناخته می‌شود. 